# Antoine Dubois de Bellegarde
Pour les articles homonymes, voir Bellegarde.
Jean-Antoine Dubois de Bellegarde, né 1er mars 1738 à Angoulême, mort le 10 mars 1824 à Bruxelles, est un révolutionnaire et un homme politique français.

## Biographie
Issu d'une famille noble, il est admis le 28 février 1755, à 17 ans, dans les gardes du corps, mais en sort en mars 1758 avec un congé pour faire campagne, lors de la guerre de Sept Ans. Combattant jusqu'à la fin de septembre 1762, il se distingue à Roupterot où, cornette du régiment des hussards de Wurmser, il résiste avec cinquante hommes face à environ 4 000 ennemis durant deux heures et demie, recevant dix-sept coups de sabre et trois coups de feu. Ses brillants services lui valent de se voir décerner la croix de Saint-Louis. Toutefois, cassé de son corps à la suite d'un duel, il s'engage dans l'armée prussienne, dont il déserte bientôt pour rentrer en France.
Devenu ensuite capitaine des chasses du comte d'Artois dans l'Angoumois, il prend la tête, en 1789, de la garde nationale d'Angoulême, dont il devient le maire, sinon officiellement, du moins dans les faits.
Le 2 septembre 1791, il est élu député de la Charente à l'Assemblée législative, le 1er sur 9 avec 217 voix sur 402 votants. Sa première intervention, le 22 octobre suivant, porte sur le service des anciens officiers de l'armée dans la garde nationale. Le 8 mars 1792, peu avant la déclaration de guerre à l'Empereur, il annonce que la Charente est prête à fournir son contingent, dans le cadre d'une levée en masse de 600 000 hommes.
Après le 10 août 1792, il est envoyé en mission à la frontière du Nord, pour vérifier les dispositions de la population et de la garde nationale et assurer la défense.
Réélu, dans l'entre-temps, député de la Charente à la Convention nationale, le 1er sur 9 avec 465 voix sur 542 votants, il est renvoyé en mission dans le Nord, avec cinq autres commissaires munis des pleins pouvoirs, après le pillage par les troupes françaises, le 30 septembre, de Saint-Amand, reprise aux Impériaux, et devant le siège de Lille, cernée par une force de 22 000 hommes.
De retour pour le procès de Louis XVI, il vote en faveur de la mort, sans appel ni sursis. Renvoyé ensuite en mission auprès de l'armée du Nord, il s'assure, avec ses collègues, de la fidélité de la troupe, lors de la trahison de Dumouriez, au risque d'être livré aux Impériaux.
Envoyé une quatrième en mission dans le Nord, il annonce à la Convention le siège de Condé et de Valenciennes et communique le texte de la proclamation du prince de Cobourg, dont Robespierre empêche la lecture.
À cette époque il est domicilié, à Paris, rue Saint-Thomas du Louvre

Le 15 août 1793, Dubois de Bellegarde quitte à nouveau Paris pour l'armée des côtes de La Rochelle, avec pouvoir sur la Charente. Il annonce ainsi, le 4 septembre, la prise de La Châtaigneraie et, le 12 octobre, la reprise de Châtillon. De retour à la Convention, il défend, avec ses collègues Philippeaux et Merlin de Thionville, le 2 nivôse an II (22 décembre 1793), le général Westermann, dont il loue la bravoure à Châtillon, et obtient qu'il soit décrété qu'il a rempli ses devoirs. Le 1er ventôse (19 février 1794), il est élu secrétaire de la Convention.
Le 4 fructidor an II (21 août 1794), il est envoyé en mission aux armées du Nord et de Sambre-et-Meuse, où il annonce successivement la prise du fort de Crèvecœur, de Bois-le-Duc et de Maastricht, signe la proclamation aux Bataves, loue l'héroïsme déployé par la division Souham et prend une grande part dans la conquête des Pays-Bas.
Le 23 vendémiaire an IV (15 octobre 1795), il est élu député de la Charente au Conseil des Cinq-Cents par 130 voix sur 289 votants. Durant cette législature, il publie un mémoire intitulé, Adresse à ses collègues, dans lequel il se défend contre les attaques parues dans le n° 324 du Messager du soir, rédigé par Isidore Langlois; le 9 octobre 1796, l'assemblée le fait mettre aux arrêts pendant trois jours à son domicile pour avoir donné un coup de poing à Thomas Langlois, rédacteur du Censeur, qu'il avait pris pour Isidore.
Le 23 germinal an VI (12 avril 1798), il est élu, avec 125 voix sur 285 votants, député de la Charente au conseil des Anciens, assemblée où il est nommé secrétaire peu avant le coup d'État du 18 brumaire mais joue un rôle effacé.
Appartenant à l'opposition jacobine, il est écarté des affaires sous le Consulat. Toutefois, selon certains biographes[Lesquels ?], il aurait accepté, sous l'Empire français, un poste d'inspecteur des Eaux et forêts.
Durant les Cent-Jours, il fait partie de l'assemblée du Champ de mai. Frappé par la loi du 12 janvier 1816 contre les régicides, il part en exil, où il meurt, à l'âge de 86 ans.

## Source
- Adolphe Robert, Gaston Cougny, Dictionnaire des parlementaires français de 1789 à 1889, Paris, Bourloton, 1889, tome 2, de Dubois à Dubourg-Lancelot, p. 421-422
- Eugène Ernest Desplaces, « Bellegarde (Antoine Dubois de) », in Eugène Ernest Desplaces, Joseph Francois Michaud, Louis Gabriel Michaud, Biographie universelle ancienne  et moderne, tome 3, 1854, p. 561